# Medon
Medon és una població dels Estats Units a l'estat de Tennessee. Segons el cens del 2000 tenia 191 habitants.

## Demografia
Segons el cens del 2000, Medon tenia 191 habitants, 78 habitatges, i 60 famílies. La densitat de població era de 76 habitants/km².
Dels 78 habitatges en un 33,3% hi vivien nens de menys de 18 anys, en un 56,4% hi vivien parelles casades, en un 16,7% dones solteres, i en un 21,8% no eren unitats familiars. En el 20,5% dels habitatges hi vivien persones soles el 9% de les quals corresponia a persones de 65 anys o més que vivien soles. El nombre mitjà de persones vivint en cada habitatge era de 2,45 i el nombre mitjà de persones que vivien en cada família era de 2,8.
Per edats la població es repartia de la següent manera: un 24,1% tenia menys de 18 anys, un 6,3% entre 18 i 24, un 23% entre 25 i 44, un 30,9% de 45 a 60 i un 15,7% 65 anys o més.
L'edat mediana era de 42 anys. Per cada 100 dones de 18 o més anys hi havia 79 homes.
La renda mediana per habitatge era de 26.750 $ i la renda mediana per família de 27.813 $. Els homes tenien una renda mediana de 30.208 $ mentre que les dones 21.875 $. La renda per capita de la població era de 13.313 $. Entorn del 15,2% de les famílies i el 17,9% de la població estaven per davall del llindar de pobresa.

## Poblacions més properes
El següent diagrama mostra les poblacions més properes.